# (972) Cohnia
(972) Cohnia ist ein Asteroid des äußeren Hauptgürtels, der am 18. Januar 1922 vom deutschen Astronomen Max Wolf an der Landessternwarte Heidelberg-Königstuhl bei einer Helligkeit von 13,5 mag entdeckt wurde. Nachträglich konnte der Asteroid bereits auf Aufnahmen nachgewiesen werden, die am 22. Januar 1906 am selben Ort, nur fünf Tage danach an der Universitätssternwarte Wien sowie 1912 und 1917 am Krim-Observatorium in Simejis gemacht worden waren.
Der Asteroid wurde benannt zu Ehren des deutschen Astronomen Fritz Cohn, der Direktor des Astronomischen Rechen-Instituts in Berlin war. Die Benennung erfolgte durch Max Wolf and Gustav Stracke.

## Wissenschaftliche Auswertung
Aus Ergebnissen der IRAS Minor Planet Survey (IMPS) wurden 1992 erstmals Angaben zu Durchmesser und Albedo für zahlreiche Asteroiden abgeleitet, darunter auch (972) Cohnia, für die damals Werte von 75,7 km bzw. 0,05 erhalten wurden. Eine Auswertung von Beobachtungen durch das Projekt NEOWISE im nahen Infrarot führte 2011 zu vorläufigen Werten für den Durchmesser und die Albedo im sichtbaren Bereich von 78,0 oder 91,7 km bzw. 0,05 oder 0,03. Die Werte wurden 2014 korrigiert auf 77,8 km bzw. 0,05. Nach der Reaktivierung von NEOWISE im Jahr 2013 und Registrierung neuer Daten wurden die Werte 2016 angegeben mit 72,0 km bzw. 0,04, diese Angaben beinhalten aber hohe Unsicherheiten.
Eine spektroskopische Untersuchung von 820 Asteroiden zwischen November 1996 und September 2001 am La-Silla-Observatorium in Chile ergab für (972) Cohnia eine taxonomische Klassifizierung als X-Typ.
(972) Cohnia wurde vom 27. August bis 2. September 2006 am Altamira Observatory in Kalifornien photometrisch beobachtet. Aus der Lichtkurve wurde erstmals eine Rotationsperiode von 18,472 h abgeleitet. Mit dem Weltraumteleskop Transiting Exoplanet Survey Satellite (TESS) konnten während dessen Durchmusterung des Südhimmels 2018 bis 2019 auch Objekte des Sonnensystems beobachtet werden. Dabei wurden auch die Lichtkurven von fast 10.000 Asteroiden aufgezeichnet. Für (972) Cohnia wurde aus Messungen etwa vom 3. bis 27. Februar 2019 eine Rotationsperiode von 18,476 h bestimmt.
Aus archivierten Daten des Asteroid Terrestrial-impact Last Alert System (ATLAS) aus dem Zeitraum 2015 bis 2018 konnte dann in einer Untersuchung von 2020 für ein ellipsoidisches Gestaltmodell des Asteroiden nur eine prograde Rotation sowie eine Periode von 18,4842 h bestimmt werden.

## Asteroidenpaar
(972) Cohnia bildet mit dem Asteroiden (389) Industria ein quasi-complanares Asteroidenpaar. Sie besitzen teilweise sehr ähnliche Bahnelemente und bewegen sich nahezu in der gleichen Bahnebene, allerdings ist die Umlaufbahn von (972) Cohnia stärker elliptisch und ihre Apsidenlinien sind deutlich gegeneinander verdreht. (389) Industria besitzt eine etwas kürzere Umlaufzeit um die Sonne als (972) Cohnia, so dass sie diese etwa alle 21 Jahre überholt. In den 1000 Jahren um die derzeitige Epoche herum kommen sich die beiden Körper aber nie näher als bis auf etwa 4,9 Mio. km.